# Sici
Sici – wieś w Rumunii, w okręgu Sălaj, w gminie Pericei. W 2011 roku liczyła 221 mieszkańców.